# جان موریسون (کشتی‌گیر)
جان کریسون هنینگان که در عرصه کشتی حرفه‌ای وی رو با نام‌هایی از قبیل جانی نایترو (به انگلیسی: Johnny Nitro) و جان کریسون (به انگلیسی: John Morrison) می‌شناسیم در تاریخ سوم اکتبر سال ۱۹۷۹ در لوس آنجلس کالیفرنیا به دنیا آمد. وی فعالیت ورزشی خود در کشتی حرفه‌ای را از سال ۲۰۰۳ میلادی آغاز کرده و تا سال ۲۰۱۱ در کمپانی WWE فعالیت می‌کرد. او در سال‌های ۲۰۱۱ تا ۲۰۱۹ در کمپانی‌هایی مثل Impact Wrestling و Lucha underground با نام‌های مختلفی مانند جانی ایمپکت یا جانی موندو فعالیت می‌کرد و در سال ۲۰۲۰ دوباره به WWE بازگشت و در برند SmackDown فعالیت خود را شروع کرد که در سال ۲۰۲۱ از کمپانی WWE اخراج شد و تاکنون در کمپانی gcw با نام جانی هینگان فعالیت میکند

## دوران ورزشی

### از سال ۲۰۰۴ تا سال ۲۰۰۷

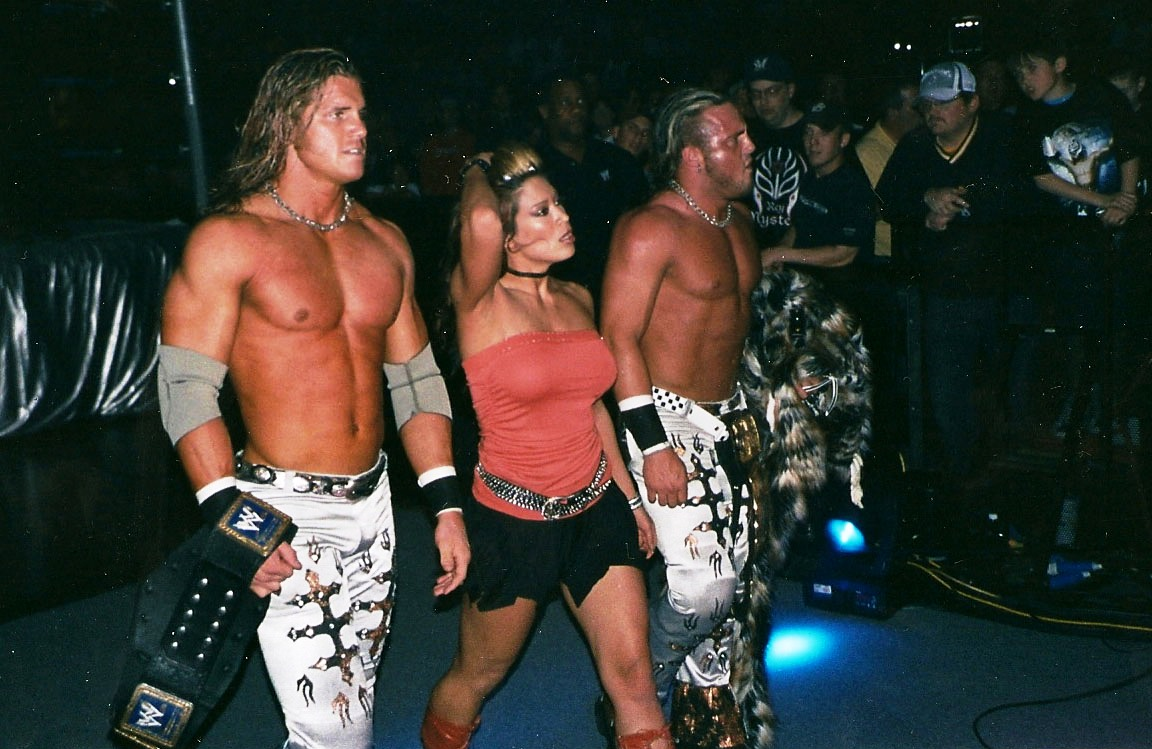
MNM

در تاریخ یکم مارس سال ۲۰۰۴ جان هنینگان به‌طور رسمی با کمپانی WWE قرارداد بست و در برند WWE RAW کارش را با نام جانی بلیز آغاز کرد. هفته بعد از این اتفاق نامش را به جانی اسپید تغییر داد و در نهایت بعد از یک ماه نام جانی نایترو را برای خودش برگزید. در تاریخ هفتم ژوئن سال ۲۰۰۴ جان برای اولین بار به‌طور رسمی وارد رینگ شد که در مقابل یوجین شکست خورد. مدتی بعد در اوایل سال ۲۰۰۵ جان و ملینا روابط صمیمی را با یک دیگر آغاز کردند و با اضافه شدن جویی مرکوری تیمی بسیار قوی و با استعداد با نام MNM که مخفف اسم هر سه عضو این تیم بود را تشکیل دادند.
مرکوری و نایترو بعد از تلاش‌های کافی موفق شدند تا برای به دست آوردن کمربندهای تگ تیم، باتیستا و ری میستریو را شکست دهند تا اولین عنوان جدی در کریرشان را به دست بیاورند. پس از مدتی عناوینشان را به هاردکور هالی و چارلی هاس واگذار کردند اما مدتی بعد در پی پر ویو گریت آمریکن بش در یک مسابقه متشکل از ۴ تیم توانستند عناوین قهرمانی تگ تیم جهان که در اختیار پوئل بورچیل و ویلیام ریگال بود را از آن خودشان کنند. پس از موفقیت‌های بسیار در آرماگدون همان سال با باتیستا و ری میستریو رو به رو شدند ولی این بار کمربندهایشان را واگذار کردند.
در سی دسامبر همان سال MNM دوباره توانست قهرمان کمربندهای تگ تیم بشود تا برای سومین بار این عنوان را کسب کند. بعد از این رویداد درگیری اصلی دبلیو دبلیو ای تگ تیم چمپین با برایان کندریک و پاول لاندن بود که بعد از چند دفاع موفق از عنوان‌ها در نهایت در جادجمنت دی مغلوب این دو شدند و عناوینشان را از دست دادند. بعد از این مسابقه ملینا که بسیار عصبانی بود به مرکوری حمله کرد و این تیم متلاشی شد. مرکوری بعد از موفقیت‌هایی که با این تیم به دست آورده بود از کمپانی بیرون رفت.
هفته بعد این رویداد مراسم درفت لاتری باید برگزار می‌شد که در آن نایترو و ملینا به WWE RAW درفت شدند. با این درفت خیلی‌ها به این مسئله پی بردند که نایترو و ملینا آینده کمپانی WWE هستند. در اولین حضورش در WWE RAW نایترو قدم بزرگی برداشت و جان سینا رو برای کمربند WWE به مبارزه طلبید که به آسانی شکست خورد. بعد از کمی تلشا توانست در ونجنس همان سال با شکست شلتون بنجامین موفق شد تا برنده کمربند بین قاره‌ای بشود.
بعد از مدتی نایترو به WWE ECW درفت شد و موفق شد تا برنده کمربند WWE ECW بشود. در این هنگام جدی‌ترین حریف او سی ام پانک بود که در نهایت کمربند را هم به او واگذار کرد. جان در WWE ECW رسماً اعلام کرد که نام او دیگر جانی نایترو نیست و او از این به بعد نامش جان موریسون می‌باشد. جان با تغییر نامش از یک شخصیت ساده به یک شخصیت راک استار، بسیار معروف تر شد و توجه‌ها به او بسیار زیاد شد. بعد از این رویداد میز و موریسون با هم تیم شدند و در سروایور سریس ۲۰۰۷ موفق شدند تا برای اولین بار برنده کمربند تگ تیم باهم بشوند.

### از سال ۲۰۰۷ تا سال ۲۰۰۹

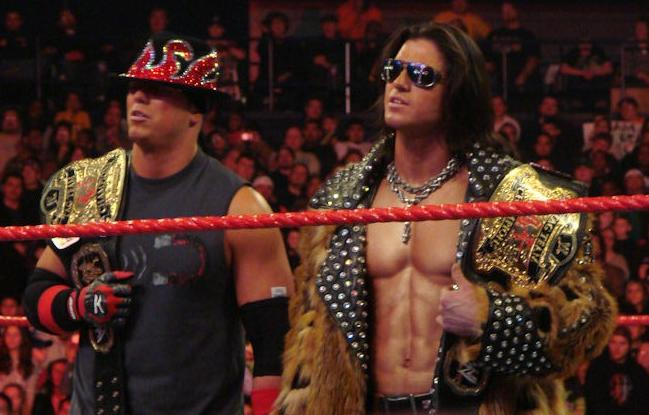
جان کریسون و میز به عنوان قهرمانان تگ تیم

جان کریسون و میز در مدتی که با هم تیم بودند یکی از موفق‌ترین تیم‌های کمپانی WWE رو تشکیل داده بودند و یک برنامهٔ بسیار پر مخاطب و جذاب با نام درت شیت بر پا کردند که طرفداران بی‌شماری داشت. این تیم در پی پر ویو گریت آمریکن بش ۲۰۰۸ در یک مسابقه متشکل از ۴ تیم، کمربندهایشان را به اج هدز که متشکل از کرت هاوکینز و زک رایدر بود واگذار کردند. در طی این سال و سال ۲۰۰۹ میز و کریسون دو بار عناوین تگ تیم رو کسب کردند و از دست دادند. در درفت لاتری ۲۰۰۹ میز با اشتباه موریسون به WWE RAW درفت شد و همین مسئله باعث وجود اختلاف بین این دو شد و این تیم بی‌نظیر هم از هم پاشیده شد.
جان کریسون پس از مدتی به WWE SMACKDOWN درفت شد و در اولین مسابقه اش در این شو آر-تروت رو از پیش رو برداشت. مدتی بعد به دلیل مشکلاتی که ری میستریو با کمپانی داشت جان کریسون موفق شد تا با شکست ری میستریو، برنده کمربند بین قاره‌ای بشود. وی در نهایت کمربندش را در پی پر ویو میزها، نردبان‌ها و صندلی‌ها (تی ال سی) به درو مک اینتایر واگذار کرد. جان با آر-تروت تیم شد و تیم شو میز رو برای کمربندهای تگ تیم در رستلمنیا ۲۶ به مبارزه طلبید اما ناکام بود. بعد از این اتفاق جان به WWE RAW درفت شد.

### سال ۲۰۱۰
بعد از انتقال به monday night raw در اولین مسابقه خود در مقابل Ted Dibiase قرار گرفت و توانست او را شکست دهد و سپس توانست پشت سرهم در مسابقاتی که داشت در مقابل دولف زیگلر، زاک رایدر، تایسون کید و کریس جریکو توانست پیروز شود.
از مسابقات مهم او در پی پر ویو این سال می‌توان در مقابل تدی بیاسی٬در سامراسلم در تیم جان سینا قرار گرفت مسابقه‌ای که در برابر تیم NEXUS بود٬پی پر ویو براگینگ رایت در تیم راو، مسابقه در پی پر ویو تی ال سی در مقابل شیمس برای نامبر وان کانتاندری (اجازه برای مسابقه) برای کمربند قهرمانی دبلیو دبلیوای که موریسون شیمس را شکست داد و برای مسابقه در تاریخ ۲۰۱۱٫۰۱٫۰۳ سر کمربند قهرمانی WWE به مسابقه با دمیز رفت و… اشاره کرد.

#### کینگ آف د رینگ
در مسابقات کینگ اف د رینگ جان در مسابقه اول در بربر کودی رودز قرار گرفت و او را شکست داد سپس در مسابقه دوم در مقابل آلبرتو دل ریو قرار گرفت و او را هم شکست داد و در فینال در مقابل شیمس قرار گرفت وب خاطر آسیب دیدگی پا که در مسابقه دوم دل ریو به او رسانده بو نتوانست درست کار کند و شکست خورد.

### سال ۲۰۱۱ و خروج از دبلیو دبلیو ای
در تاریخ ۳۰ ژانویه، موریسون در بزرگترین رویال رامبل برگزار شده ۴۰نفره شرکت کرد اما با وجود برنده نشدن بخاطر پرش از کنار طناب‌های رینگ به روی دیواره‌های کنار تماشاگران و بعد برگشت به رینگ و حذف نشدن توست منتقدان ستایش شد. در۲۰ فوریه، در مسابقه Elimination Chamber با بالا رفتن از سقف قفس و حرکت کراس بادی از آن بالا بروی شیمس و حذف او توانست یک صحنهٔ خاص و به یاد ماندنی خلق کند. او بین سه نفر باقی مانده قرار گرفت و توسط سی ام پانک حذف شد. در رسلمنیا XXVII جان موریسون توانست با همکاری تریش استراتوس و اسنوکی دیواهای سوابق WWE تیم دولف زیگلر، میشل مک کول و لیلا را شکست دهند.
کریسون بعد از رسلمنیا در آوریل ۱۱ یک مسابقه five-man gauntlet که برای نامبر وان کانتندری کمربند قهرمانی WWE برگزار شد انتخاب شد و به عنوان نفر دوم وارد شد ولی توسط آر-تروت حذف شد. هفته بعد در راو، موریسون آر-تروت را به چالش کشید با شرط اینکه اگر برنده شد به جای او در پی پر ویو اکستریم رولز که مسابقه‌ای سر کمربند WWE بود شرکت کند که اینطور هم شد، شب بعد در راو، آر-تروت که مسابقهٔ قهرمانی را از دست داده بود به موریسون حمله کرد و در مسابقهٔ اکستریم رولز وقتی موریسون از قفس استیل کیج به بیرون می‌رفت تا قهرمان دبلیو دبلیو ای شود آر-تروت در مسابقه دخالت کرد و دوباره به او حمله کرد. سپس کریسون به خاطر آسیبی که به گردنش شده بود مورد عمل جراحی قرار گرفت.
کریسون در ژوئن ۱۳ به دبلیو دبلیو ای بازگشت اما بازهم آر-تروت با حمله دوباره به او بازهم او را مصدوم کرد ولی بالاخره در تاریخ ۲۵ ژوئیه بازگشت و آر-تروت را غافلگیر کرد و با او درگیر شد و در مسابقه‌ای که بین این دو انجام شد کریسون توانست آر-تروت را شکست دهد.
در سامراسلم جان کریسون توانست در یک مسابقه سیکس من تک تیم با هم تیمی‌های خود کوفی کینگستون و ری میستریو تیم آر-تروت، آلبرتو دل ریو و د میز را شکست دهند.
در پی پر ویو شب قهرمانان یا همان نایت اف چمپیون کریسون در یک مسابقه چهار نفره سر کمربند قهرمانی ایالات متحده در مقابل الکس رایلی، جک سوئگر و دولف زیگلر قرار گرفت که در آن مسابقه زیگلر توانست ازعنوان قهرمانی خود دفاع کند.
بعد از آن در پی پر ویو Hell in a Cell موریسون کودی رودز رابرای مسابقه قهرمانی بین قاره‌ای انتخاب کرد اما شکست خورد، و پس از آن کریسون در چن هفته در مسابقات موفق نبود تا، در ۷ نوامبر توانست قهرمان ایالات متحده، دولف زیگلر را شکست دهد و برای مسابقه سر کمربند در پی پر ویو Survivor Series زیگلر را چلنج کند اما بازه در بدست آوردن کمربند ایالات متحده ناکام بود. کریسون در ۲۸ نوامبر در مسابقه Falls Count Anywhere که با تک تیم سابق خود دمیز داشت بر سر انتخاب برای مبارزه با قهرمان دبلیو دبلیوای داشت هنگام ورود توسط دمیز با میلهٔ فلزی مورد ضربه قرار گرفت و با اینحال که کریسون به مسابقه ادامه داد میز سر او را به لوگوی دبلیودبلیوای زد وباعث شد او مصدوم شود و نتواند به مسابقه ادامه دهد؛ و روز بعد WWE در سایت رسمی خود گفت قرارداد جان کریسون تمام شده‌است و موریسون WWE را ترک کرده‌است. و در شو بعدی راو جان لورانایدس جنرال منیجرهای سابق راو و اسمکدان این موضوع را تأیید کرد.
در ۹ دسامبر ویدیوای از کریسون پخش شد که در آن ادعا شد موریسون بخاطر بازی در چند فیلم و مصدومیت و احتمال بازگشت جان کریسون به WWE در آینده وجود دارد.

### سال ۲۰۱۲ تا ۲۰۱۳
بعد از ترک WWE جان کریسون با نام واقعی خود جان هنیگان در مسابقات کشتی کج خارج از دبلیو دبلیو ای شرکت کرد.
او در اولین مسابقه اش بعد از زندگی در WWE به کمپانی WWFX که در مانیل، فیلیپین قرار دارد رفت و در ۴ فوریه، ۲۰۱۲ مقابل رقیب دیرینه و قدیمی خود شلتون بنجامین قرار گرفت، هنیگان توانست بعد از شکست شلتون بنجامین قهرمان سنگین‌وزن WWFX شود. در تاریخ ۵ آوریل، کریسون به کمپانی Pro Wrestling Syndicate یا همان PWS رفت و نام قبلی خود شرکت کرد و توانست در شب اول Elijah Burke را شکست دهد و در شب دوم توانست افسانه ژاپنی Jushin Thunder Liger را شکست دهد.
جان کریسون سپس به کمپانی 2CW رفت و دوباره با نام اصلی خود جان هنیگان شرکت کرد و توانست در روز اول Sami Callihan در مسابقه no count-out شکست دهد و در روز بعد هم توانست در واترتاون، نیویورک Kevin Steen را شکست دهد.
در ۲۱ ژوئن سال ۲۰۱۳ هنیگان به کمپانی FWE رفت و توانست Carlito Caribbean Cool یا (همان کارلیتو سابق) را شکست دهد و قهرمان سنگین‌وزن FWE شود در ۱۲ اکتبر سال ۲۰۱۳، در FWE جایزه بزرگ توانست مت مورگان را شکست دهد و از عنوان خود دفاع کند.

### لوچا آندرگراند (۲۰۱۴–۲۰۱۸)
در سپتامبر سال ۲۰۱۴، گزارش شد که جان هنیگان با امضا قرارداد به کمپانی Lucha Underground در شبکه تلویزیونی El Rey رفت و تا سال ۲۰۱۸ با نام جانی موندو به فعالیت خود ادامه داد.

### ایمپکت رسلینگ (۲۰۱۷–۲۰۱۹)
در سال‌های ۲۰۱۷ تا ۲۰۱۹ جان به کمپانی ایمپکت رسلینگ رفته و تحت عنوان جانی ایمپکت به فعالیت پرداخت. او در سال‌های ۲۰۱۸–۲۰۱۹ توانست قهرمان کمربند جهانی ایمپکت شود.

### بازگشت به دبلیو دبلیو ای (۲۰۲۰ تا کنون)
پس از اتمام قرارداد با کمپانی ایمپکت، جان اعلام کرد که تمایلی به تمدید قرارداد با ایمپکت رسلینگ ندارد و قرار است یکی از دو کمپانی اول الیت رسلینگ یا دبلیو دبلیو ای را به عنوان مقصد بعدی خود انتخاب کند. سرانجام جان با کمپانی دبلیو دبلیو ای قرارداد امضا کرد و پس از حضوری کوتاه در شوی اسمکداون به تاریخ سوم ژوئن (اولین شوی اسمکداون سال ۲۰۲۰)، در تاریخ ۱۰ ژوئن با معرفی دمیز در برنامه میز تی وی با نام و تم سانگ قبلی خود پس از ۹ سال به رینگ دبلیو دبلیو ای بازگشت و هفته بعد اولین مسابقه خود را در مقابل بیگ ای انجام داد و پیروز شد.
او و دمیز بار دیگر تیم خود را تشکیل دادند و توانستند در پی پر ویو سوپر شو داون ۲۰۲۰ عربستان با پیروزی بر گروه نیودی متشکل از بیگ ای و کوفی کینگستون قهرمان تگ تیم اسمکداون شوند. آن دو توانستند در رویدادهای الیمینیشن چمبر و رسلمنیا سال ۲۰۲۰ از عنوان‌های خود دفاع کنند و سرانجام در شوی اسمکداون ۱۷ آپریل، در یک مسابقه سه نفره بین دمیز، بیگ ای و جی اوسا کمربند خود را به گروه نیودی واگذار کردند.

## بازیگری
یکی از دلایل خروج جان کریسون یا همان جان هنیگان از کمپانی دبلیودبلیوای بازی در چند فیلم کوتاه و بلند بوده‌است. فیلمی که در سال ۲۰۱۴ از او اکران شده فیلم Hercules Reborn نام دارد و در این فیلم به عنوان نقش اصلی بازی می‌کند.
او در فیلم کوتاه کیسی جونز نیز بازی کرده‌است.